# Мидвју (Аризона)
Мидвју (енгл. Meadview) насељено је место без административног статуса у америчкој савезној држави Аризона.

## Демографија
По попису из 2010. године број становника је 1.224.
| Група             | 2000.    | 2010.         |
| Белци             | 0 (0,0%) | 1.106 (90,4%) |
| Афроамериканци    | 0 (0,0%) | 8 (0,7%)      |
| Азијати           | 0 (0,0%) | 12 (1,0%)     |
| Хиспаноамериканци | 0 (0,0%) | 60 (4,9%)     |
| Укупно            | 0        | 1.224         |